# VI Cumbre de las Américas
La VI Cumbre de las Américas fue una cumbre que se llevó a cabo en Cartagena de Indias (Colombia) entre el 9 de abril y el 15 de abril de 2012.

## Descripción
Las Cumbres de las Américas son una serie continua de cumbres que reúnen a los líderes de Norteamérica, Centroamérica, el Caribe y Sudamérica. La función de estas cumbres es fomentar la discusión de una variedad de temas que afectan al hemisferio occidental. Estas reuniones en la cumbre de alto nivel han sido organizadas por una serie de organismos multilaterales bajo los auspicios de la Organización de los Estados Americanos. En la década de 1990, lo que antes eran "cumbres ad hoc" llegó a ser institucionalizado en un programa regular de conferencias como "Cumbres de las Américas".

## Seguridad
La Policía Nacional reforzó los conocimientos en seguridad y convivencia. La seguridad en la VI Cumbre de las Américas fue apoyada por 5.000 miembros de la Policía Nacional que acompañaron a los 3.000 miembros de la Policía Metropolitana de Cartagena.
Se contó con un alto despliegue de tecnología de punta conformado por cámaras y robots. Adicionalmente tuvo el apoyo de una gran cantidad de perros y roedores salvavidas y antiexplosivos que ayudaron a brindar la respuesta adecuada para el normal desarrollo del encuentro continental y la estadía de todos los asistentes a la Cumbre.

## Asistentes

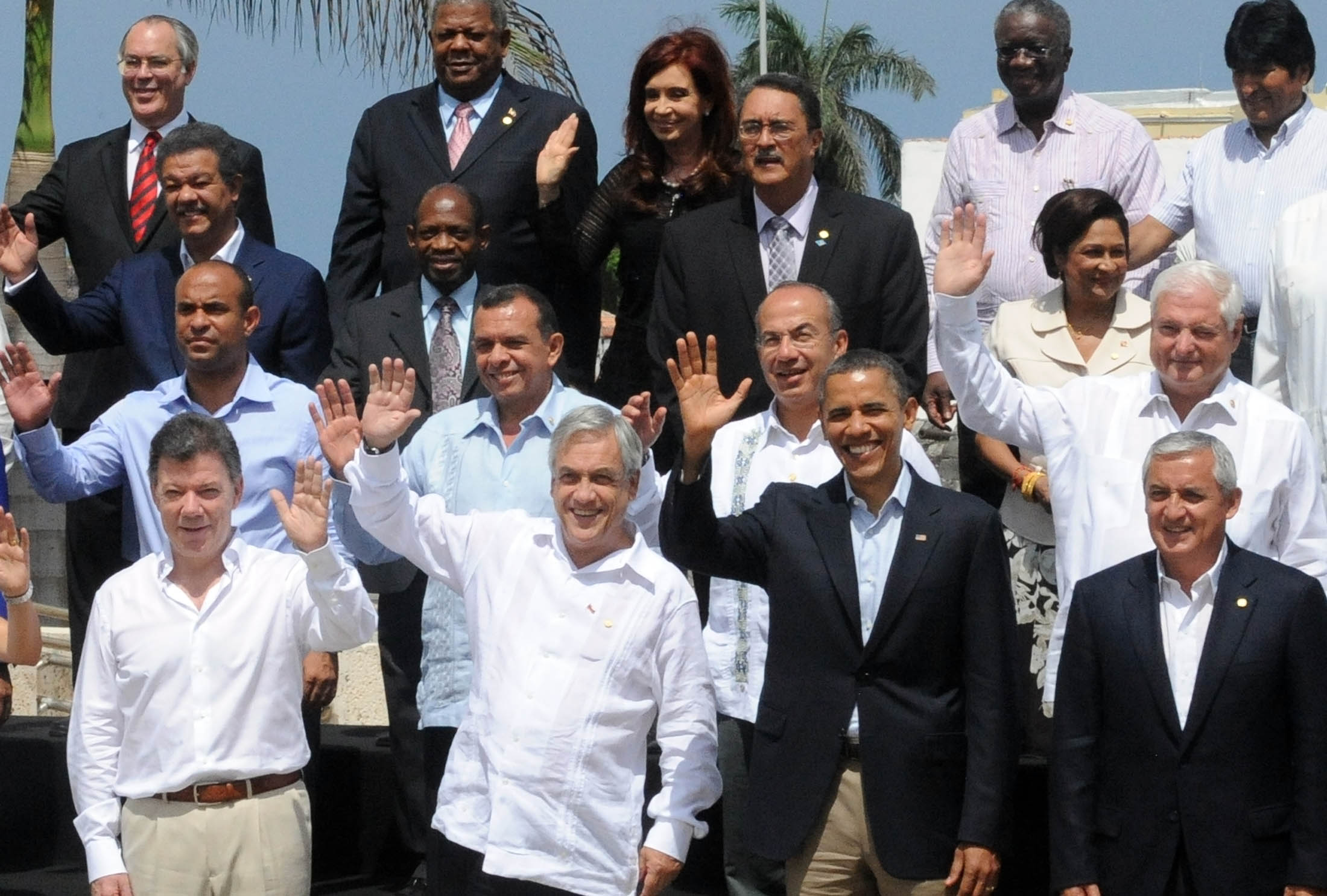
Parte de los asistentes en la fotografía grupal, el 15 de abril de 2012.

| Estado o país                | Representante                  | Cargo            |
| ---------------------------- | ------------------------------ | ---------------- |
| Colombia                     | Juan Manuel Santos             | Presidente       |
| Antigua y Barbuda            | Baldwin Spencer                | Primer ministro  |
| Argentina                    | Cristina Fernández de Kirchner | Presidenta       |
| Bahamas                      | Hubert Ingraham                | Primer ministro  |
| Barbados                     | Freundel Stuart                | Primer ministro  |
| Belice                       | Dean Barrow                    | Primer ministro  |
| Bolivia                      | Evo Morales                    | Presidente       |
| Brasil                       | Dilma Rousseff                 | Presidenta       |
| Canadá                       | Stephen Harper                 | Primer ministro  |
| Chile                        | Sebastián Piñera               | Presidente       |
| Costa Rica                   | Laura Chinchilla               | Presidenta       |
| Dominica                     | Roosevelt Skerrit              | Primer ministro  |
| Estados Unidos               | Barack Obama                   | Presidente       |
| El Salvador                  | Mauricio Funes                 | Presidente       |
| Granada                      | Tillman Thomas                 | Primer ministro  |
| Guatemala                    | Otto Pérez Molina              | Presidente       |
| Guyana                       | Donald Ramotar                 | Presidente       |
| Haití                        | Laurent Lamothe                | Canciller        |
| Honduras                     | Porfirio Lobo                  | Presidente       |
| Jamaica                      | Portia Simpson-Miller          | Primer ministro  |
| México                       | Felipe Calderón                | Presidente       |
| Panamá                       | Ricardo Martinelli             | Presidente       |
| Paraguay                     | Fernando Lugo                  | Presidente       |
| Perú                         | Ollanta Humala                 | Presidente       |
| República Dominicana         | Leonel Fernández               | Presidente       |
| Santa Lucía                  | Kenneth Anthony                | Primer ministro  |
| San Cristóbal y Nieves       | Denzil Douglas                 | Primer ministro  |
| San Vicente y las Granadinas | Ralph Gonsalves                | Primer ministro  |
| Surinam                      | Dési Bouterse                  | Presidente       |
| Trinidad y Tobago            | Kamla Persad-Bissessar         | Primera ministra |
| Uruguay                      | José Mujica                    | Presidente       |
| Venezuela                    | Nicolás Maduro                 | Canciller        |

## Los que no asistieron
| País      | Representante                                                    | Cargo      |
| --------- | ---------------------------------------------------------------- | ---------- |
| Ecuador   | Rafael Correa                                                    | Presidente |
| Haití     | Michel Martelly En reemplazo asiste el canciller Laurent Lamothe | Presidente |
| Nicaragua | Daniel Ortega                                                    | Presidente |
| Venezuela | Hugo Chávez En reemplazo asiste el canciller Nicolás Maduro      | Presidente |

El 15 de enero de 2012, la asociación de algunos países latinoamericanos Alianza Bolivariana para los Pueblos de nuestra América, ALBA, gestionó la inclusión de Cuba en esta cumbre. Sin embargo, no se pudo lograr su aceptación debido a la tardía solicitud y a los posibles enfrentamientos por las posiciones emitidas por la representación estadounidense. Esta situación fue atendida por la cancillería de Colombia, país anfitrión del evento. 
El 2 de abril de 2012 el presidente Rafael Correa de Ecuador, anunció a su colega Juan Manuel Santos que no asistiría a ninguna Cumbre de las "Américas" mientras exista el intencional e injustificado rechazo de países dominantes (Estados Unidos y Canadá) a Cuba. En su mensaje afirmó que espera que su ausencia signifique una invitación a discutir los problemas esenciales del continente y a actuar en consecuencia.
El presidente Daniel Ortega de Nicaragua, anunció que no asistiría a la cumbre en protesta contra el rechazo a Cuba y en respaldo al gobierno de Ecuador, que había tomado la misma determinación, y en menor medida por el conflicto territorial con el gobierno de Colombia por las islas de San Andrés, Providencia y Santa Catalina. 
Hugo Chávez, indicó que no podría asistir debido a su tratamiento de radioterapia, siendo reemplazado por el entonces canciller Nicolás Maduro. 
Por su parte el presidente haitiano Michel Martelly no asistió por cuestiones médicas, siendo reemplazado por el ministro de Relaciones Exteriores Laurent Lamothe.